# Ambasciata d'Italia ad Algeri
L'ambasciata d'Italia ad Algeri è la missione diplomatica della Repubblica Italiana presso la Repubblica Democratica Popolare di Algeria.
La sede dell'ambasciata si trova a El-Biar, nella Provincia di Algeri.